# 청대장
청대장(일본어: 青大将 아오다이쇼[*], 영어: Japanese rat snake, 학명: Elaphe climacophora 엘라페 클리마코포라[*])는 뱀과 뱀속에 속하는 뱀의 일종이다. 일본 고유종으로, 홋카이도, 혼슈, 시코쿠, 규슈, 쿠나시르섬, 오쿠시리섬, 사도가섬, 쿠치노섬, 이즈 제도, 이키섬, 대마도, 고토 열도, 오스미 제도에 서식한다.

## 형태
신장 100-200 센티미터. 몸통 직경은 5 센티미터 정도. 신장 평균은 수컷]이 더 크지만, 대형 개체는 수컷보다 암컷이 더 많다. 일본 본토에서 가장 큰 뱀이지만 오키나와 제도의 반시뱀, 냄새뱀보다는 작다. 머리는 각지고 입은 넓게 째졌다. 동체 뒤쪽의 비늘(체열린)은 23열 또는 25열. 복면을 덮고 있는 비늘(복판)은 221-245장. 복판 양쪽에 돌기(측릉)가 있으며, 이것을 이용해 나무를 탈 수 있다.
체색은 주로 암황갈색에서 암녹색 톤이지만 개체차가 크다. 홋카이도에는 푸른 끼가 강한 개체가 많다. 탈피 직후의 개체는 파란색이 강하지만 다음 탈피 때까지 시간이 지나며 칙칙해진다. 배면에 불명료한 흑갈색 줄무늬가 있는 개체가 많지만, 없는 개체도 있다. 이 줄무늬도 탈피 직후에 분명해진다. 홍채는 갈색끼가 있는 감람색이고 동공은 둥글며 흑갈색이다.
어린 개체의 체색은 회색이고 사다리 모양의 갈색 무늬가 있다. 시가현에는 어린 개체 때부터 세로줄무늬가 있고 성체가 되어도 분명한 지역변이개체가 있다. 어린 개체는 칙칙한 색에 세로줄무늬가 있어서 살무사로 오인되는 경우가 많다. 이것은 살무사를 의태하는 것으로 생각된다.
독은 없다.